# 馬哈萊山脈

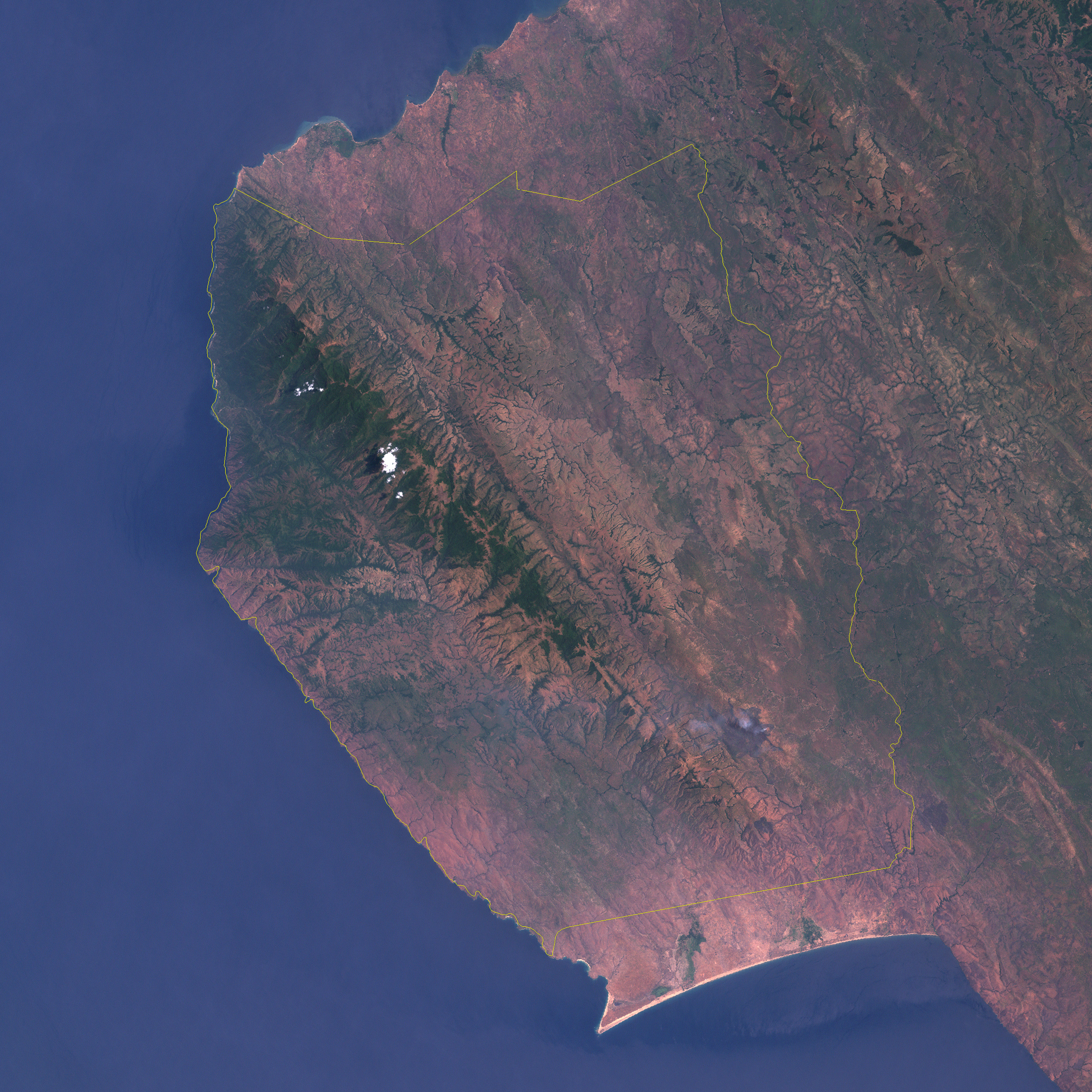

馬哈萊山脈（Mahale Mountains）是東非國家坦桑尼亞的山脈，位於該國西部基戈馬區的坦噶尼喀湖畔，屬於馬哈萊山脈國家公園範圍，最高點海拔高度2,462米，野生動物有黑猩猩和獅子。